# Stenohalinitet
Stenohalina organismer klarar inte stora variationer i salthalten. Denna oförmåga är genetiskt styrd hos dessa organismer.
Stenohalina arter är ofta mer sårbara för miljöpåverkan som föroreningar och klimatförändringar, vilka kan påverka saliniteten i deras habitat. Denna egenskap skiljer dem från euryhalina arter, som kan tolerera ett mycket bredare spektrum av salthalt, vilket gör dem mer flexibla i varierande miljöer.
Termen kommer från grekiskans "stenos" som betyder smal och "haline" som betyder salt. 

## Exempel
Många sötvattensarter är stenohalina eftersom de är anpassade till mycket låga salthalter. Ökade saltnivåer, även små förändringar, kan vara skadliga för dem. 
Även om de flesta marina arterna är anpassade till högre salthalter, finns det de som inte tål stora variationer i saltkoncentrationen. Dessa arter kan uppleva stress eller till och med dö om salthalten i deras miljö förändras markant.

## Fotnoter
1. ↑  Hjorth, Ingemar (2002). Ekologi - för miljöns skull. Liber AB. ISBN 91-47-05104-3